# تشونشن

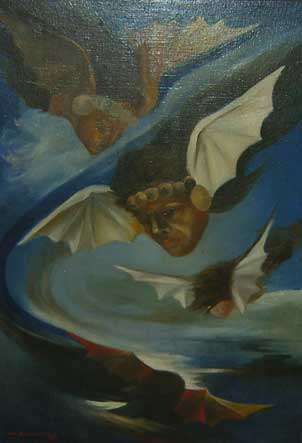

التشونشن هو طائر أسطوري من ديانة مابوتشي موجود في الأسطورة الشعبية التشيلي وجنوب الأرجنتين.

## الأسطورة
التشونشن هو التحول للساحر مابوتشي القوي، الذي يعرف بسر مابوتشي، ليصبح هذا المخلوق المخيف. سيقوم الساحر مابوتشي بتنفيذ التحويل إلى تشونشن من خلال عمل إرادة ويتم مسحه بواسطة كريم سحري في الحلق الذي يخفف إزالة الرأس من بقية الجسم، مع إزالة الرأس ثم يصبح المخلوق.
التشونشن لديه شكل رأس بشري مع الريش. أذنيه، والتي هي كبيرة للغاية، بمثابة أجنحة لطائرته في ليالي القمر. من المفترض أن تُمنح التشونشن بكل قوى السحر، ولا يمكن رؤيتها إلا من قبل التشونشن الآخرين، أو بواسطة السحرة الذين يمتلكون هذه القوة.
هم معروفون بصراخهم أثناء الطيران. يعتبر التشونشن طائرًا أسطوريًا يعلن عن "الحظ السيئ"، والشكل الذي يستخدمه لتنفيذ أنشطته الشريرة بسهولة.

## روابط خارجية
- Fantastic Fauna of Chile